# Medkänsla
Medkänsla är en personlig egenskap. En medkännande person lever sig spontant in i det som är besvärligt och ledsamt i andras livssituationer, och kan följaktligen ofta drivas till att försöka hjälpa sina medvarelser. Medkänsla betraktas av många som en moraliskt eftertraktansvärd egenskap[källa behövs], en dygd.
Medkänsla är nära besläktat med begreppen sympati och empati.